# Тимерсянское сельское поселение
Тимерся́нское се́льское поселе́ние — муниципальное образование в составе Цильнинского района Ульяновской области. Административный центр — село Средние Тимерсяны.

## История
Статус и границы сельского поселения установлены Законом Ульяновской области от 13 июля 2004 года № 043-ЗО «О муниципальных образованиях Ульяновской области».

## Население
| 2010  | 2012  | 2013  | 2014  | 2015  | 2016  | 2017  |
| ----- | ----- | ----- | ----- | ----- | ----- | ----- |
| 2962  | ↘2917 | ↘2851 | ↘2791 | ↘2738 | ↘2705 | ↘2655 |
| 2018  | 2019  | 2020  | 2021  |       |       |       |
| ↘2596 | ↘2520 | ↘2473 | ↘2460 |       |       |       |

## Состав сельского поселения
В состав поселения входят 3 населённых пункта — 34 села.
| № | Населённый пункт  | Тип населённого пункта       | Население |
| - | ----------------- | ---------------------------- | --------- |
| 1 | Верхние Тимерсяны | село                         | 949       |
| 2 | Нижние Тимерсяны  | село                         | 1211      |
| 3 | Средние Тимерсяны | село, административный центр | 802       |

## Известные жители
- Тимерзеньзэм, Анисия Васильевна (1893-1975) — деятель чувашской литературы, поэтесса (мемориальная доска на здании Нижнетимерсянской школы).
- Воробьёв, Егор Терентьевич (16.04.1918-23.01.2011) — Гвардии младший сержант, Герой Советского Союза (его имя носит Среднетимерсянская средняя школа)
- Корнилов, Иван Иванович (26.04.1904-03.07.1976) — Советский учёный, специалист в области физикохимии и металлохимии (мемориальная доска на здании сельского дома культуры)
- Пирогов, Василий Кузьмич (1924-2006) — Бригадир, Герой Социалистического Труда.

## (Источники
- Цильнинский район